# Brachyopa maritima
Brachyopa maritima är en tvåvingeart som beskrevs av Violovitsh 1980. Brachyopa maritima ingår i släktet savblomflugor, och familjen blomflugor. Inga underarter finns listade i Catalogue of Life.